# A Napkelet lexikona
A Napkelet lexikona című kétkötetes általános lexikont a Magyar Irodalmi Társaság adta ki 1927-ben. 130 írójának többsége egyetemi vagy főiskolai tanár volt.

## Tartalom
A lexikon előlapján található szöveg szerint:
A két kötet tartalmaz 30 000 címszót, 57 lap műmellékletet, 12 színes térképet, 530 szövegközti ábrát, 11 szövegközti térképet és számos statisztikai kimutatást.
A lexikon oldalmérete nagyjából A8-as (valamivel kisebb). A lexikon két kötetes, de a két kötet (I.: A–K; 1.–740. old; II.:L–Zs; 3.–738. old.) egybekötve jelent meg. A lexikon tehát kb. 1770 oldalas, nem számítva az előlapokat (I.–VII. oldalak) és a mellékleteket.

### A lexikon célja

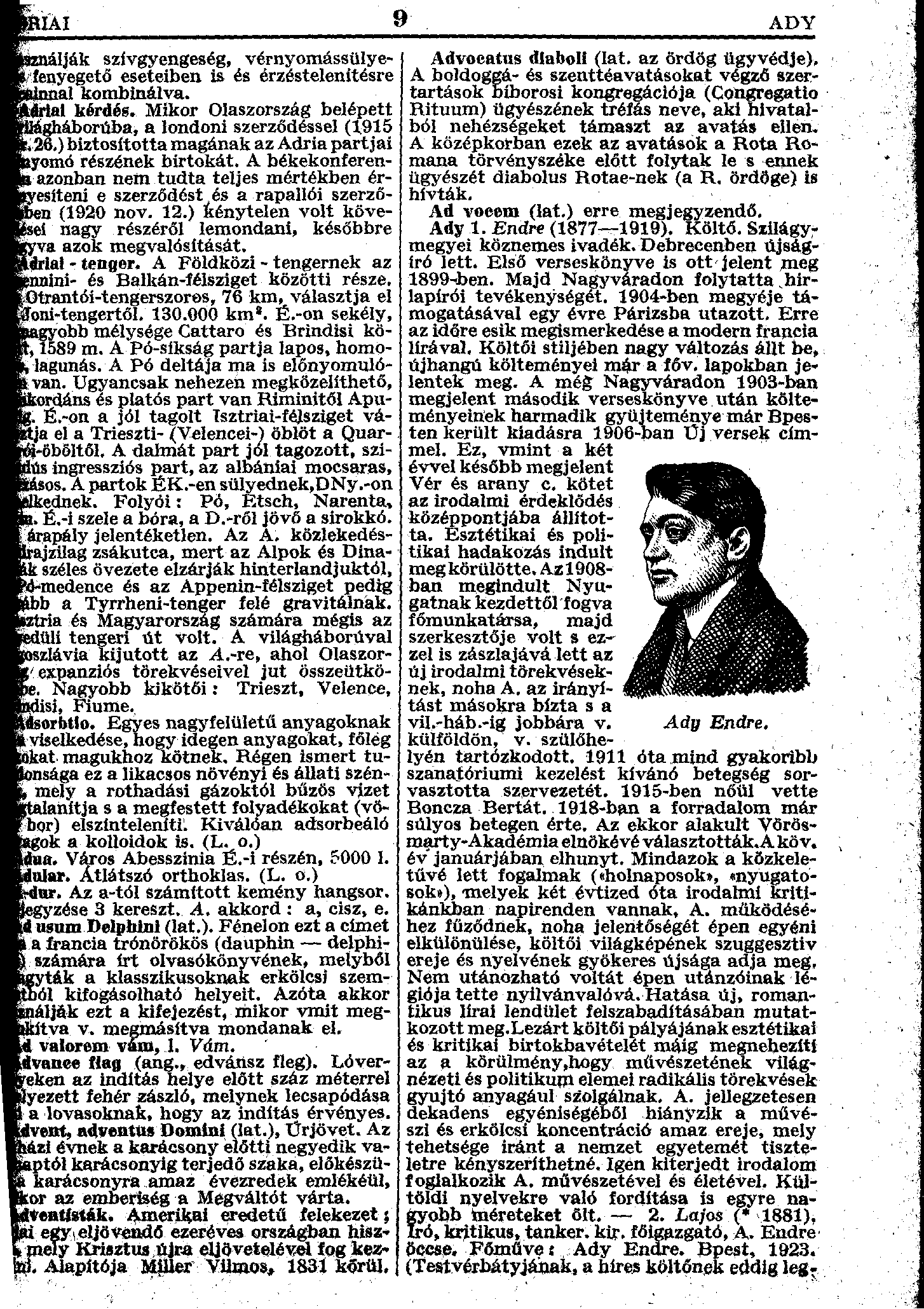
A lexikon 8.-9. oldala, a képen Ady Endre

Előszava szerint a lexikon a tömörségre és aktualitásra törekszik, hogy azt az értelmiségi réteget segítse a gyors tájékozódásban, mely főképp a Napkelet c. korabeli folyóirat olvasóközönségét képezi. A Napkelet c. folyóirat a korabeli keresztény értelmiség egy jelentős irányzatát képviselő bázislapjának számított (ld. lentebb).
Hangsúlyozottan áttekintő jellegű és nem szaklexikon vagy enciklopédia tehát, cikkeinek tömörségét tartja inkább fontosnak, mint kimerítő, egy-egy témát részletesen kifejtő voltát. Már az előszó fent idézett mondataiból is sejthető, hogy nem tekinthető „ideológiailag semlegesnek”, főszerkesztői becsületesen bevallják, hogy – noha véleményük szerint a lexikon nem elfogult – a semlegesség nem is az elsődleges céljuk volt:
E kis lexikon célja, hogy a nemzeti érzésű magyar intelligencia számára a modern élet eszméinek és a tudományok új eredményeinek útvesztőjében kalauzul szolgáljon. A magyar társadalom ama rétegéhez akar tehát főképen szólni, amely a Magyar Irodalmi Társaság kiadásában megjelenő Napkelet folyóirat köré olyan lelkesedéssel sorakozott. Fő elvének következetes keresztülviteléből folyik, hogy elsősorban az alkotó világnézet képviselőit, eredményeit és elveit ismerteti. Mindamellett nem elfogult. Közönségével a másik tábor irányait és jelentősebb alakjait is megismerteti vagy állást foglal velük szemben vagy pedig, amennyiben komoly értékekről van szó, elismerésben részesíti őket.

## Főszerkesztői

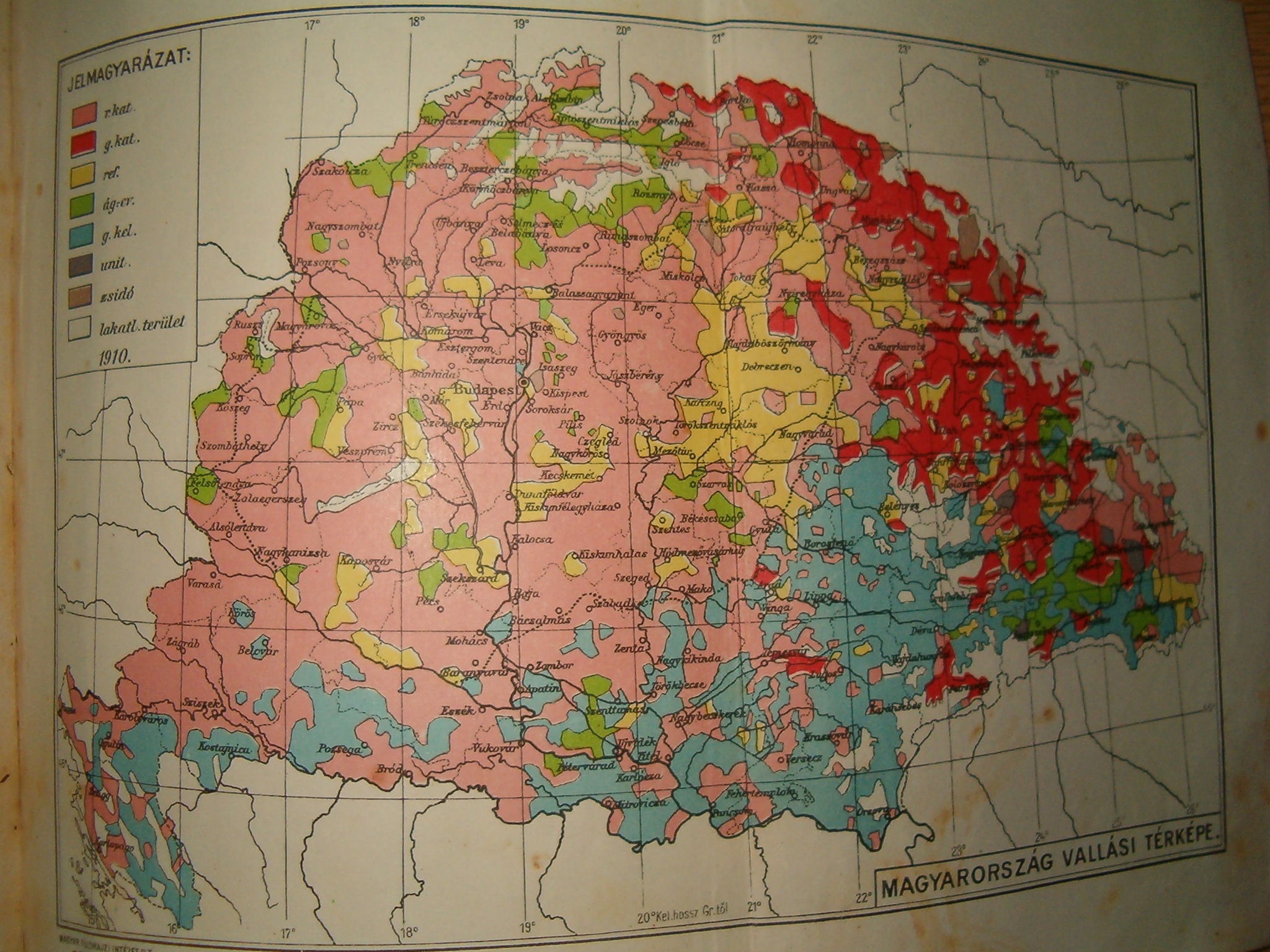
Melléklet: Magyarország vallási térképe az 1920-as években

- Kornis Gyula (teológia, filozófia, pedagógia)
- Heller Farkas (jog, közgazdaság-tudomány)
- Galamb Sándor (irodalom, nyelvészet, színház)
- Hekler Antal (képző- és iparművészet)
- Papp Viktor (képző- és iparművészet)
- Lukinich Imre (néprajz, történelem)
- gr. Teleki Pál (földrajz és geológia)
- Gombocz Endre (biológia, kémia)
- Tóth Géza (matematika, fizika, csillagászat)
- Ritoók Zsigmond (orvostudomány)
- Pilch Jenő ezr. (hadtudomány, sport, közrendészet)
- Zelovich Kornél (technika, közlekedés)
- Kovács Alajos (mezőgazdaság, ipar, kereskedelem).

## Története

### ANapkeletfolyóirat
A Napkelet című irodalmi folyóiratot 1923 januárjában alapította Tormay Cécile, és 1940-ig működött.
Ebben az időszakban 3 csoportosulást, irányvonalat figyelhetünk meg az irodalmi életben:
- Az újraéledő, liberális illetve baloldali Nyugatot.
- A kor jellemző és (nem ritkán szélsőjobb- vagy szélsőbaloldali) árnyalatát, az avantgárdot.
- A kormányzat által hivatalosan támogatott konzervatív irányzatot. A hivatalos irányvonalon belül is 2 csoportosulást figyelhetünk meg:
  - Liberális-„ókonzervatív” vonalat, melyet a Herczeg Ferenc által szerkesztett Új Idők képviselt.
  - Antiliberális-„újkonzervatív” vonalat, melyet pedig az 1923-ban alapított, Tormay Cecil szerkesztette Napkelet.

A lapot az 1922-ben létrejött Magyar Irodalmi Társaság támogatta, melynek elnöke gróf Zichy Rafaelné, alelnöke Klebelsberg Kunó vallás- és közoktatásügyi miniszter és Pauler Ákos, a huszadik század elejének egyik „legmeghatározóbb” magyar filozófusa. A lap tehát – ha közvetve is – állami támogatással, de mindenképp jóváhagyással működött, és az alapító Tormay sem titkolta soha, hogy rokonszenvezik a kormány politikájával. Azt azonban sohasem hagyta, hogy lapjában megjelenjen a politika, cikkei mindvégig kizárólag az irodalom területén maradtak. A Napkelet csak keresztény vallású írók munkáját közölte, kritikai részeiben is inkább a keresztény íróknak kedvezett. Hangjában előkelőségre és irodalmiságra törekedett: az úri középosztály urbánus (városias) szellemű sajtója akart lenni.
A Napkeletet napjainkban is bírálják, mivel egyes kritikusai részben vagy egészben fasiszta vagy antiszemita szelleműnek tartják. Az erősen az SzDSz holdudvarába tartozó () Kádár Judit irodalomtörténész egy 2003-as tanulmányában (Kritika, 2003/3. 9–12.) ezt lényegében igazoltnak látja (). Mások, véleményét sok tekintetben egyoldalú torzításként értékelik.
Történelmileg úgy alakult, hogy e vitához hasonló módon magának a lexikonnak az ideológiai besorolása is kérdésessé vált a kommunizmus kora alatt. Ld. a lexikon további sorsa. Az utóbbi vitát azonban ma már lezártnak tekinthetjük.

### A lexikon további sorsa
Egy 1945-ös, szovjet nyomásra készült rendelet (IDEIGLENES NEMZETI KORMÁNY 530/1945. M. E. SZÁMÚ RENDELETE a fasiszta szellemű és szovjetellenes sajtótermékek megsemmisítéséről) a lexikont „fasiszta szelleműnek és „szovjetellenesnek” minősítette és elrendelte megsemmisítését. 
Mindebből az tény, hogy a kiadvány nem tekinthető szovjetbarátnak (a fasizmus szócikkben – a mozgalom minden minősítést kerülő, tárgyilagos leírása végszavaként – a következő szerepel: „a fascizmus érdeme, hogy Olaszorsz. kikerülte a bolshevizmust”).
A tiltólista állításaival ellentétben, a néhány évvel a rendszerváltás előtt (1987-ben) készült Csapodi-Tóth-Vértesy-féle Magyar könyvtártörténet a méltatlanul betiltott, ebből a szempontból semleges, megbízható munkák között említi (a Katolikus lexikonnal együtt):
„A jegyzékek valóban szennyirodalmat soroltak fel, zúzdába küldésüket csak helyeselni lehet. A listákra azonban túlbuzgóság és az összeállítására szolgáló rövid idő miatt belekerült néhány politikailag semleges mű is, iskolák, egyletek történetéről szóló, a trianoni békét és következményeit objektívan tárgyaló könyv, pár hitbuzgalmi munka és két jó kézikönyv: A Napkelet lexikona és a Katolikus lexikon.” 